# Bjørn Wirkola
Bjørn Tore Wirkola (* 4. srpna 1943, Alta) je bývalý norský skokan na lyžích, sdruženář a později fotbalista.
Svoji úspěšnou lyžařskou kariéru zahájil jako sdruženář. Na Zimních olympijských hrách 1964 v Innsbrucku obsadil v severské kombinaci 11. místo a ve skocích 16. příčku. Později se specializoval výhradně na skoky na lyžích.
Roku 1965 poprvé zvítězil na mistrovství Norska – vyhrál na středním můstku a na velkém získal stříbro. O rok později už získal oba tituly. Krátce poté následovaly dvě zlaté medaile na mistrovství světa v klasickém lyžování 1966 na domácí půdě v Oslo. Mezi lety 1967 a 1969 ovládl třikrát za sebou celkovou klasifikaci Turné čtyř můstků, dohromady vyhrál 10 závodů.
Třikrát vylepšil světový rekord v letech na lyžích: roku 1966 na domácí půdě ve Vikersundu (146 m) a o tři roky později, roku 1969, ve slovinské Planici, posunul světové maximum nejprve na 156 m a poté dokonce na 160 m. Na Zimních olympijských hrách 1968 ve francouzském Grenoblu obsadil 4. místo v závodě na středním můstku.
Na sklonku skokanské kariéry se v roce 1971 vrhl na fotbal (na vrcholové úrovni hrál v letech 1971-1974 a mezitím se stihl zúčastnit Zimních olympijských her 1972 v Sapporu, téhož roku ukončil lyžařskou kariéru). Jako útočník Rosenborgu Trondheim získal roku 1971 norský double. V témže roce byl oceněn cenou Egebergs Ærespris, jež je určena norským sportovcům, kteří podávají vynikající výkony hned v několika odvětvích.